# うちで踊ろう
「うちで踊ろう」（うちでおどろう、英語: Dancing On The Inside）は、日本の音楽家・星野源が、2020年4月3日に自身のInstagramアカウント上で発表した楽曲。音源は同年4月15日より無料配信が開始。楽曲はInstagram、YouTube、Twitterを始めとするSNSで動画が拡散され、複数のユーザーによるコラボレーションが行われた。

## 制作・リリース
「うちで踊ろう」は正式な音源リリースではなく、星野が保有するInstagramアカウントへ弾き語りの動画がアップロードされる形で公開された。当時日本では新型コロナウイルス感染症（COVID-19）の世界的流行の影響で政府より外出自粛の要請が出され、4月7日には改正・新型インフルエンザ等対策特別措置法32条に基づく緊急事態宣言が発表される深刻な状況まで発展していた。星野自身もTBSテレビ系テレビドラマ『MIU404』で綾野剛とのダブル主演が決定していたが、新型コロナウイルスの影響で当初予定していた同月10日の放送開始が延期となった。そうした中で星野は「家でじっとしていたらこんな曲ができました」と題して、約1分間の弾き語り動画を公開した。同月5日には星野のYouTube公式チャンネルでも動画が公開された。
この曲の名前・歌詞の「うちで踊ろう」は、実際に家で踊れない医療従事者でも心の中ででも踊れるように「おうちで踊ろう」ではなく「うちで踊ろう」にしているという星野の思いがある。
同月15日より、専用サイトで音源の無料配信が開始され、専用サイトには日本語の歌詞だけでなく、英語と中国語の歌詞が掲載されている。
5月29日には星野のInstagramアカウントで「Potluck Mix」バージョンが公開された。これは星野のライブバンドメンバーである河村"カースケ"智康（ドラムス）、ハマ・オカモト（ベース）、武嶋聡（フルート、クラリネット）が投稿した「うちで踊ろう」の動画から当該パートを抜き出し、新たに櫻田泰啓のキーボード、石橋英子のコーラス、長岡亮介のギターとコーラス、更に再録した星野の歌声を渡辺省二郎がミックスしたものである。同月31日には前述の専用サイトでもこのバージョンの音源の無料配信が開始された。
2020年12月31日放送の『第71回NHK紅白歌合戦』では「うちで踊ろう（大晦日）」として2番の歌詞を加えたバージョンが演奏され、翌2021年1月1日に日本語の歌詞、1月8日にNHKYouTubeチャンネルでの紅白での演奏フルバージョンが公開された。1月9日には英語訳の歌詞が公開された。6月23日には12thシングルとしてリリースされる4曲入りCD『不思議/創造』に「うちで踊ろう（大晦日）」が収録される。

## 反響
楽曲の弾き語り動画の概要欄にて、星野は他のユーザーに対し動画や歌、楽器、ダンスなどを重ねる形でのコラボレーションを推奨した。これに対しては日本国内を中心に多数ユーザーから反響があり、日本国内を中心とする著名人のコラボレーションが話題となった。星野と親交が深い三浦大知は元動画アップロードと同日に自身のInstagramアカウントでコーラスとダンスを重ねた動画をアップした。
この2人のコラボレーションに対し、広瀬香美は同月5日にピアノ伴奏を重ねた動画をアップロード。清塚信也、本間昭光はいずれもキーボード演奏を重ねた動画をアップロード、mabanuaは打ち込みのバンドサウンドを重ねトラックへと斬新にアレンジした動画を公開、これにSANABAGUN.の岩間俊樹がラップを重ねた動画をアップロードした。亀田誠治は楽曲のイントロを独自につけた動画を自身のTwitterアカウントでアップロードした。
「うちで踊ろう」のコラボレーションタレントは音楽関係者だけに絞ってもすべてを把握し切れない人数が参加している。
ミュージシャンでは村上基（在日ファンク）、岡崎体育、空音、NAOTO（EXILE）、JQ（Nulbarich）、藤原さくら、中島美嘉、青山テルマ、鈴華ゆう子（和楽器バンド）、HISASHI（GLAY）、メイリア（GARNiDELiA）、大石昌良、DJ KOO、よかろうもんなどが名を連ねている。都内の音楽制作会社、合同会社アーツイノベーター・ジャパンは日本全国47都道府県のクラシック演奏家に呼びかけ、永井秀和（ゆうらん船）編曲、松元宏康指揮で60人編成のオーケストラ演奏の動画を制作し、YouTubeに投稿した。
またコラボレーションは音楽関係者に留まらず、石田ゆり子、大泉洋、高畑充希、川口春奈、近藤春菜（ハリセンボン）、バナナマン、ちゅうえい（流れ星）、渡辺直美、村上健志（フルーツポンチ）、香取慎吾、ガチャピン、ムックなど俳優やお笑い芸人を始めとするタレントが名を連ねたほか、YouTubeへ動画がアップロードされコラボレーションが呼びかけられたことで、水溜りボンドや北の打ち師達を始めとする多数のYouTuberが参加した。アニメーターの湯浅政明は自身が手掛けたショートアニメーションを楽曲に重ねた動画をツイッターアカウントで公開した。
ライターの荻原梓は、星野が楽曲の使用に当たって許諾は不要だと明言したこと、コンセプトが自粛の閉塞感を覆すほどポジティブだったこと、そして星野自身の才能や人脈によって反響が大きくなったと推測している。

### 安倍晋三首相の「コラボ動画」への反応
実際に投稿した動画では左側に星野、右側に安倍がいる構図となっており、右側の安倍の部分を切り抜いている。

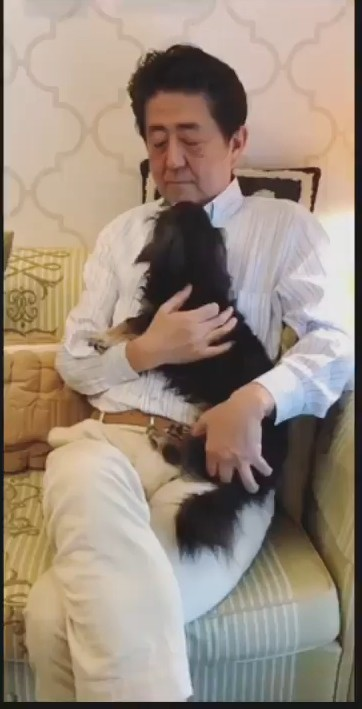
愛犬を抱く
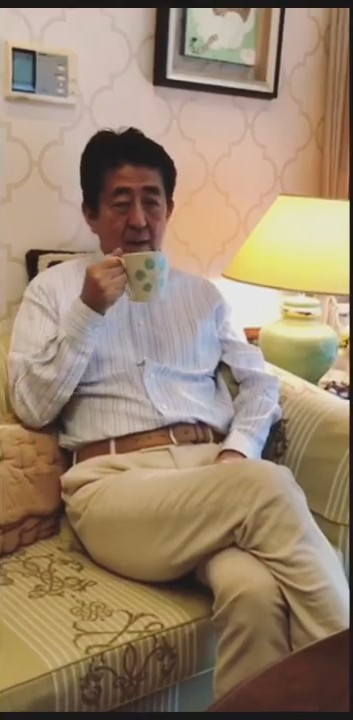
飲み物を飲む
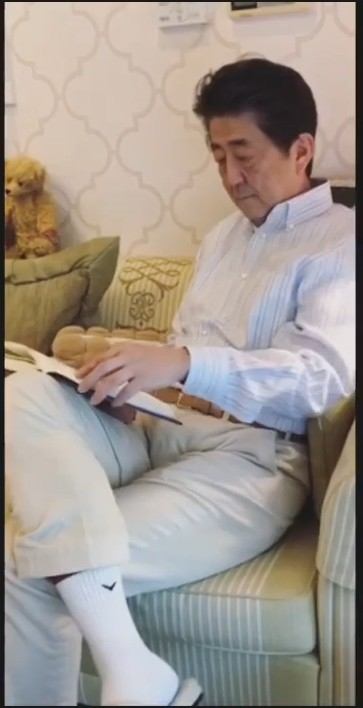
読書する
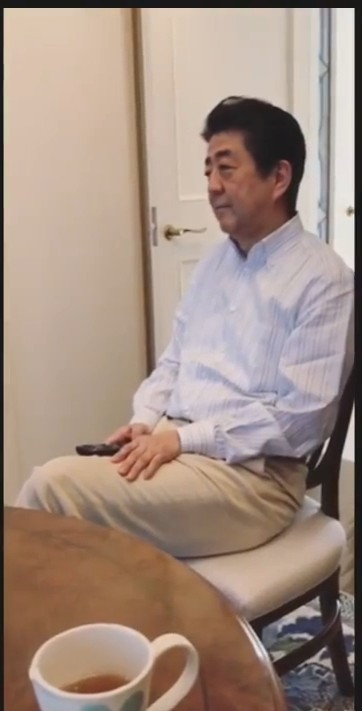
テレビを見る

当時内閣総理大臣の安倍晋三も自身のTwitterや、首相官邸のInstagramやに、自宅でくつろぐ様子を「うちで踊ろう」の音楽と共に投稿した。これは内閣総理大臣秘書官の佐伯耕三の進言によって実行された。動画は、首相が飼い犬とのじゃれ合いや読書、テレビを観ているものであった。この動画の内容について「政治利用をしてはいけない」「非常事態なのに総理大臣が家でくつろいでいるのはどういうことか」「国民の声は届いているのか」などの批判が相次ぎ炎上した。これら反応に対し、菅義偉内閣官房長官は13日の記者会見で「過去最高の35万を超える『いいね』をいただくなど多くの反響をいただいた」とコメントし、動画の評価への言及は避けた。なおこのコラボについて、星野はInstagramで「他の人々と同様に、事前に安倍首相や官邸から星野や事務所などへの連絡はなかった」としている。
一方で動画には、「外出自粛の呼び掛けには効果的」といった前向きな意見が出ている他、安倍首相に擁護や激励のリプライを送るユーザーもいた。モデルのゆきぽよ（木村有希）は4月19日放送のTBS『サンデージャポン』にて、「初めてみた時に安倍さんなりに国民に寄り添おうとしたんだなって思って、ほっこりした」と動画の内容に好感を持ったことを明かし、その上で「だからなんでもかんでも安倍さんを批判するのはちょっとかわいそうだなって思う」とコメントしている。また、中国のネットユーザーからは「彼が言っていることは正しい」「問題があるとは思えない」「私が安倍首相に同情してしまうとは」などといった、安倍首相への擁護や同情のコメントが多数寄せられた。
この動画をもとにたむらけんじはパロディ動画を製作。半裸でサングラスをかけ腹には「ステイホーム」や「コロナのアホ！！」などと書かれた姿で、犬の代わりに獅子舞を抱き、田中みな実の写真集を眺め、テレビを観て「ちゃー」ポーズをするという姿を投稿した。これに松井一郎大阪市長は「安倍総理に届きますように！拡散希望！これは怒られるやつや！笑い」と反応した。また、安倍首相の物真似を芸風としているお笑いコンビ・ビスケッティの佐竹正史もパロディ動画を投稿。その後の動画の反響について「（安倍の）支持者とアンチの双方から支持を得た」とコメントした。
ラッパーのK DUB SHINEは自身のツイッターにて、星野が歌で政権を批判しないからこうした利用のされ方をしたと指摘し、星野へ苦言を呈した。この自身の指摘については後に、星野へ失礼な点があったとしながらも、星野が普段から政治的な歌を出していればこのようなことにはなっておらず、星野に限らず日本には社会の中に自分を位置づけてメッセージを発信するアーティストが少ないことを指摘した。

## ライブ・パフォーマンス
テレビ歌唱は2020年11月3日放送の『おげんさんといっしょ』、同年12月25日放送の『ミュージックステーションウルトラSUPER LIVE』、同年12月31日の『第71回NHK紅白歌合戦』でされた。紅白では「うちで踊ろう（大晦日）」として未発表の2番の歌詞が追加された状態でパフォーマンスされた。

## 受賞
- GQ Men of the Year2020（2020年）
  - インスピレーション・オブ・ザ・イヤー賞 - 星野源（本楽曲発表を含めた2020年の活躍に対して）[33]